# Lonicera longiflora
Lonicera longiflora là một loài thực vật có hoa trong họ Kim ngân. Loài này được (Lindl.) DC. mô tả khoa học đầu tiên năm 1830.